# Lola (pigenavn)
 For alternative betydninger, se Lola. (Se også artikler, som begynder med Lola)
Lola er et pigenavn, der stammer fra romanske sprog som spansk. Det er en kortform af det spanske navn Dolores, som betyder "sorger". Det kommer fra en af titlerne, som gives til jomfru Maria: Nuestra Señora de los Dolores, som betyder Jomfru Marias sorger.
Navnet bruges også i andre sprog, hvor det ikke har relation til jomfru Maria, fx i flere afrikanske sprog. 
Diminutivet af navnet Lolita bruges også som selvstændigt navn. I Danmark bærer 445 personer et af disse navne i 2021.

## Kendte personer med navnet
- Lola Anglada, catalansk forfatter og illustrator
- Lola Baidel, dansk digter
- Lolita Davidovich, canadisk skuespiller
- Lola Dueñas, spansk skuespiller
- Lola Gallardo, spansk fodboldspiller
- Lola Glaudini, amerikansk skuespiller
- Lola Montez, irsk danser og skuespiller
- Lola Pagnani, italiensk skuespiller

## Navnet brugt i fiktion
- Lola er en tysk film fra 1998 instrueret af Tom Tykwer
- Lola er en fransk film fra 1961 instrueret af Jacques Demy
- Lola er en tysk film fra 1981 instrueret af Rainer Werner Fassbinder
- "Lola" er en sang fra 1970 af og med The Kinks
- Lolita er en roman fra 1955 af Vladimir Nabokov
  - Lolita er en film fra 1962 af Stanley Kubrick baseret på romanen
  - Lolita er en film fra 1997 af Adrian Lyne baseret på romanen

## Reference
1. ↑  Lola, behindthename.com, hentet 27. oktober 2021
2. ↑  Hvor mange hedder...?, dst.dk, hentet 27. oktober 2021